# Grisasjö
Grisasjö är en sjö i Kungsbacka kommun i Halland och ingår i Rolfsåns huvudavrinningsområde. Sjön är 7,2 meter djup, har en yta på 0,02 kvadratkilometer och är belägen 65 meter över havet.